# Probolomyrmex petiolatus
Probolomyrmex petiolatus is een mierensoort uit de onderfamilie van de Proceratiinae. De wetenschappelijke naam van de soort is voor het eerst geldig gepubliceerd in 1940 door Weber.